# Catholica
Catholica (met ondertitel Tijdschrift voor de gewone katholiek in Nederland en Vlaanderen) was een Nederlands-Vlaams rooms-katholiek tijdschrift, uitgegeven door het Internationaal Katholiek Informatiebureau en de Stichting Kerk en Geloof. 
Het magazine verscheen maandelijks, met uitzondering van juli en augustus en gold als behoudend rooms-katholiek, met een breed spectrum aan thema's, naast theologie met name op het vlak van maatschappij, cultuur, kunst en politiek. Tot de medewerkers behoorden relatief veel jonge auteurs.
Bekende auteurs waren pastoor Harm Schilder, wijlen Pieter Huys en wijlen prof. dr. J.P.M. van der Ploeg O.P., de oprichter. Hoofdredacteuren in de latere jaren waren onder andere Erik van Goor en Erik Goris. Door hun toedoen kwam het blad in 2010 in opspraak omdat het een vehikel voor extreem rechts leek geworden. Het laatste nummer verscheen in 2012.